# Gare de Hon-Atsugi
La gare de Hon-Atsugi (本厚木駅, Hon-Atsugi-eki) est une gare ferroviaire de la ville d'Atsugi dans la préfecture de Kanagawa au Japon. La gare est gérée par la compagnie Odakyū.

## Situation ferroviaire
La gare de Hon-Atsugi est située au point kilométrique (PK) 45,4 de la ligne Odawara.

## Histoire
La gare a été inaugurée le 1er avril 1927 sous le nom de gare de Sagami-Atsugi. Elle prend son nom actuel en 1944.

## Services aux voyageurs

### Accès et accueil
La gare dispose d'un bâtiment voyageurs, avec guichet, ouvert tous les jours.

### Desserte
- Ligne Odawara :
  - voies 1 et 2 : direction Shin-Matsuda et Odawara
  - voies 3 et 4 : direction Shin-Yurigaoka, Yoyogi-Uehara (interconnexion avec la ligne Chiyoda pour Ayase) et Shinjuku